# Pionerart
I økologien er en pionerart en organisme, der etablerer sig på et område, hvor der før var øde. Det sætter sædvanligvis gang i en succession. Landområder, hvor der ikke tidligere har været liv, har som regel et meget barsk og ugæstmildt miljø. Derfor er pionerarterne nødt til at være hårdføre og tilpasningsduelige.
Blandt planterne er bælgplanter og græsser de mest almindelige pionerarter, men sporebårne organismer som alger, laver og mosser etablerer sig ofte længe før. Når der findes en bestand af autotrofe organismer, kan pionerarter blandt dyrene rykke ind, og man ser ofte insekter, mider og edderkopper som de første.
De fleste steder på jorden er allerede koloniseret af levende væsner, men f.eks. nydannet lava, nyopdukkede øer og nyopførte bygninger byder på betingelser, hvor pionerarterne kan etablere sig. Når de har mildnet forholdene (skabt læ, øget jordens indhold af tilgængeligt kvælstof og dens evne til at fastholde vand samt opbygget en pulje af spiseligt, organisk stof), går successionen i gang, og andre, mere krævende arter udkonkurrerer pionerarterne.